# Алтолија (Месина)
Алтолија је насеље у Италији у округу Месина, региону Сицилија.
Према процени из 2011. у насељу је живело 354 становника. Насеље се налази на надморској висини од 322 м.